# Тоба-Тек-Сингх (округ)
Тоба-Тек-Сингх (урду ضلع ٹوبہ ٹیک سنگھ‎, англ. Toba Tek Singh District) — один из 36 округов пакистанской провинции Пенджаб. Административный центр — город Тоба-Тек-Сингх.

## География
Площадь округа — 3 252 км². На севере и западе граничит с округом Джанг, на востоке — с округом Фейсалабад, на юге — с округом Ханевал, на юго-востоке — с округом Сахивал.

## Административно-территориальное деление
Округ делится на три техсила:
- Тоба-Тек-Сингх
- Годжра
- Камалия

и 82 союзные территории.

## Население
По данным переписи 1998 года, население округа составляло 1 621 593 человека, из которых мужчины составляли 51,28 %, женщины — соответственно 48,72 %. Уровень грамотности населения (от 10 лет и старше) составлял 50,5 %. Уровень урбанизации — 18,83 %. Средняя плотность населения — 498,65 чел./км².
В религиозном составе населения преобладают мусульмане. Также на территории округа проживают христиане (2,8 %) и ахмадиты (0,1 %)